# 群馬県立図書館
群馬県立図書館（ぐんまけんりつとしょかん、Gunma Prefectural Library）は群馬県前橋市日吉町1-9-1に群馬県が設置している公共図書館。群馬県の中央図書館としての役割を持つ。

## 概要

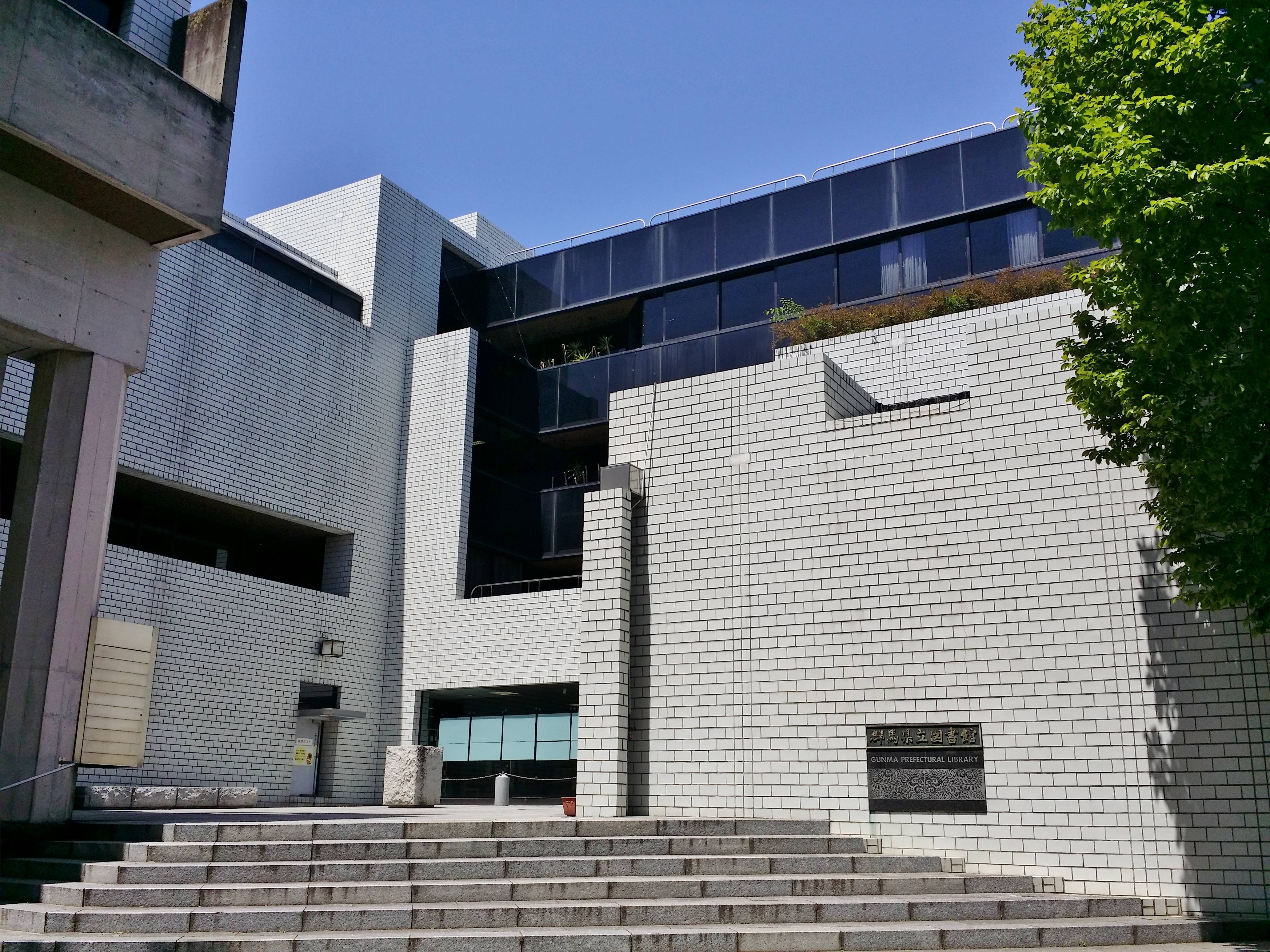
エントランス

群馬県の中央図書館としての役割を持ち、群馬県内の公共図書館、公民館図書室や大学図書室を結ぶ図書館情報ネットワークの管理を行っている。

### 施設
施設は1978年（昭和53年）3月に竣工した鉄筋コンクリート造、地下1階、地上4階、塔屋1階の建物である（敷地面積7,936㎡、建築面積1,856㎡、延床面積6,681㎡）。

### 国際ライブラリー
海外の新聞や雑誌など書籍以外の蔵書もある。新聞一覧には英語・中国語・韓国語・ポルトガル語などもある。雑誌一覧には英語・ドイツ語・フランス語・韓国語・中国語・ポルトガル語もある。

## 沿革
設立は1953年（昭和28年）4月1日。その背景には、1950年（昭和25年）の図書館法制定に伴う県立図書館設置要求の高まりがある。1951年（昭和26年）秋には2台の自動車により全県を回る「移動図書館みやま号」が創設され、これが県立図書館のはじまりとなった。この「みやま号」は本館新設後から現在まで図書貸出を継続している。1953年（昭和28年）、本館が前橋市城東町に設立。1978年（昭和53年）7月、手狭になったため、同市日吉町（現在地）へ規模を4倍近く拡張して移転した（『群馬県百科事典』）。1994年（平成6年）には図書館情報提供システムが稼動し、翌年に都道府県立図書館ネットワークへ参加する。2002年（平成14年）、全国図書館大会の群馬大会も開催されている（『群馬新百科事典』）。

### 年表
- 1951年（昭和26年）秋、移動図書館みやま号が設立。
- 1953年（昭和28年）9月10日 群馬県立図書館として開館。
- 1978年（昭和53年） 現在地に移転。
- 1994年（平成6年） 図書館情報提供システム稼動開始。
- 1995年（平成7年） 都道府県立図書館ネットワークに参加。
- 1996年（平成8年） 国際ライブラリーコーナー開設。県内図書館蔵書横断検索システム稼動開始。
- 2002年（平成14年） 第88回全国図書館大会（群馬大会）開催。

## 群馬県図書館ネットワーク連携図書館等一覧
群馬県立図書館が管理する、群馬県内図書館連携ネットワークに参加している図書館の一覧である。

### 公共図書館
| - 前橋市立図書館 - 前橋こども図書館 - 高崎市立図書館 - 高崎市立箕郷図書館 - 高崎市立群馬図書館 - 高崎市立新町図書館 - 高崎市立榛名図書館 - 山種記念吉井図書館 - 桐生市立図書館 - 桐生市立新里図書館 - 伊勢崎市図書館 - 伊勢崎市赤堀図書館 - 伊勢崎市あずま図書館 - 伊勢崎市境図書館 - 太田市立図書館 - 太田市立尾島図書館 - 太田市立新田図書館 - 太田市立藪塚本町図書館 - 沼田市立図書館 - 館林市立図書館 | - 渋川市立図書館 - 渋川市立北橘図書館 - 藤岡市立図書館 - 富岡市立図書館 - 安中市図書館 - 安中市松井田図書館 - みどり市立図書館 - みどり市立笠懸図書館 - みどり市立大間々図書館 - 吉岡町図書館 - 神流町図書館 - 甘楽町図書館 - 吾妻郡図書館 - 草津町立温泉図書館 - 玉村町立図書館 - 明和町立図書館 - 千代田町立山屋記念図書館 - 大泉町立図書館 - 邑楽町立図書館 |

### 公民館等図書館
| - 前橋市立公民館図書室 - 前橋市上川淵公民館図書室 - 前橋市桂萱公民館図書室 - 前橋市芳賀公民館図書室 - 前橋市清里公民館図書室 - 前橋市南橘公民館図書室 - 前橋市城南公民館図書室 - 前橋市下川淵公民館図書室 - 前橋市総合教育プラザ図書室 - 前橋市大胡公民館図書室 - 前橋市粕川公民館図書室 - 前橋市元総社公民館図書室 - 前橋市富士見公民館図書室 - 高崎市立図書館倉渕公民館図書室 - 渋川市立図書館子持公民館図書室 - みどり市立図書館東公民館図書室 | - 榛東村中央公民館図書室 - 上野村民会館 - 下仁田町ふれあい学習センター - 南牧村立中央公民館図書室 - 長野原町公民館図書室 - 嬬恋村東部公民館 - 六合村公民館図書室 - いぶき会館(高山村公民館) - 東吾妻町中央公民館図書室 - 片品村中央公民館図書室 - 川場村文化会館図書室 - 昭和村公民館図書室 - みなかみ町中央公民館図書室 - みなかみ町水上公民館図書室 - みなかみ町新治公民館図書室 - 板倉町中央公民館図書室 |

### 学校等図書館
| - 群馬大学総合情報メディアセンター図書館 - 群馬県立女子大学附属図書館 - 群馬県立県民健康科学大学附属図書館 - 前橋工科大学附属図書館 - 高崎経済大学附属図書館 - 上武大学附属図書館 - 高崎健康福祉大学図書館 - 育英短期大学図書館 - 新島学園短期大学附属図書館 - 群馬パース大学附属図書館 - 群馬工業高等専門学校図書館 | - 群馬県立高崎北高等学校 - 群馬県立高崎商業高等学校 - 群馬県立桐生高等学校 - 群馬県立桐生女子高等学校 - 群馬県立桐生南高等学校 - 群馬県立桐生工業高等学校 - 群馬県立新田暁高等学校 - 群馬県立太田工業高等学校 - 群馬県立太田フレックス高等学校 - 群馬県立藤岡工業高等学校 - 群馬県立富岡高等学校 - 群馬県立下仁田高等学校 - 群馬県立盲学校 - 桐生市立商業高等学校 - 常磐高等学校 |

## 特別文庫
- 高橋文庫
- 中島文庫
- 住谷文庫
- 小野寺文庫
- 根岸文庫

## 交通アクセス
- 鉄道
- JR東日本両毛線前橋駅 徒歩20分
- 上毛電鉄上毛線中央前橋駅 徒歩10分
- 路線バス
  - マイバス北ルート 県民会館 徒歩1分
  - 関越交通「県民会館前」徒歩3分
  - 永井運輸「県民会館前」徒歩3分
  - 日本中央バス「県民会館前」徒歩3分

- 自家用車
  - 関越自動車道 前橋I.C.より車で25分。
  - 北関東自動車道 駒形 I.C./前橋南I.C. 40分。

## 参考資料
- 前橋市立図書館70年小史
- 前橋市立図書館75年小史
- 前橋市立図書館80年小史

### 群馬県の教育関連
- 群馬県教育委員会
- 群馬県総合教育センター
- 群馬県立歴史博物館
- 群馬県立近代美術館
- 群馬県立館林美術館
- 群馬県立自然史博物館
- 群馬県立土屋文明記念文学館
- 群馬県生涯学習センター
- 群馬県立ぐんま天文台
- 群馬県青少年会館
- 群馬県立文書館
- ぐんま昆虫の森
- 財団法人群馬県埋蔵文化財調査事業団